# Championnat de Serbie-et-Monténégro féminin de handball
Le championnat de Serbie-et-Monténégro féminin de handball mettait aux prises les meilleures équipes de club de République fédérale de Yougoslavie (entre 1992 et 2003) puis de Serbie-et-Monténégro (entre 2003 et 2006), avant la partition du pays. Il succède au Championnat de Yougoslavie à partir de la saison 1992-1993. La dernière édition a eu lieu en 2005-2006.
Tous les titres mis en jeu ont été remportés par le ŽRK Budućnost Podgorica (14 titres).
Aujourd'hui, les équipes évoluent dans l'un des championnats suivants :
- Championnat du Monténégro
- Championnat de Serbie

## Palmarès
| Saison                              | Champion            | Vice-champion     | Troisième         |
| ----------------------------------- | ------------------- | ----------------- | ----------------- |
| Championnat de RF Yougoslavie       |                     |                   |                   |
| 1992-1993                           | Budućnost Podgorica | Radnički Belgrade | ORK Belgrade      |
| 1993-1994                           | Budućnost Podgorica | Voždovac Belgrade | ŽRK Sombor        |
| 1994-1995                           | Budućnost Podgorica | Voždovac Belgrade | Radnički Belgrade |
| 1995-1996                           | Budućnost Podgorica | Voždovac Belgrade | ŽRK Sombor        |
| 1996-1997                           | Budućnost Podgorica | Napredak Kruševac | ŽRK Sombor        |
| 1997-1998                           | Budućnost Podgorica | ŽRK Sombor        | Napredak Kruševac |
| 1998-1999                           | Budućnost Podgorica | ?                 | ?                 |
| 1999-2000                           | Budućnost Podgorica | Radnički Belgrade | Slodes Belgrade   |
| 2000-2001                           | Budućnost Podgorica | ?                 | ?                 |
| 2001-2002                           | Budućnost Podgorica | ?                 | ?                 |
| Championnat de Serbie-et-Monténégro |                     |                   |                   |
| 2002-2003                           | Budućnost Podgorica | DIN Niš           | ?                 |
| 2003-2004                           | Budućnost Podgorica | DIN Niš           | ?                 |
| 2004-2005                           | Budućnost Podgorica | ŽRK Knjaz Miloš   | DIN Niš           |
| 2005-2006                           | Budućnost Podgorica | ?                 | ?                 |